# Manuel Ferraz de Campos Sales
Manuel Ferraz de Campos Sales (Campinas, 15 febbraio 1842 – Santos, 28 giugno 1912) è stato un avvocato e politico brasiliano.
Fu presidente del Brasile dal 15 novembre 1898 al 15 novembre 1902.
Deputato repubblicano, fautore dell'abolizione della schiavitù sotto l'imperatore Pedro II, fu ministro della Giustizia per la Repubblica, senatore (1890-1894), governatore del São Paulo (1894-1898) e quindi presidente della Repubblica (1898-1902).
Fu il principale autore della politica dei governatori o politica del caffellatte, alleanza tra i maggiorenti di São Paulo e Minas Gerais, che procurava l'appoggio al Congresso Nazionale attraverso rapporti clientelari tra l'Unione (presidente della Repubblica), gli Stati (governatori) e i Comuni (colonnelli). Nel 1900, per normalizzare la situazione finanziaria messa in crisi dal crollo della produzione dell'industria estrattiva nel Minas Gerais, uno dei settori trainanti dell'economia, attuò una politica finanziaria e monetaria deflazionista e ottenne da banchieri inglesi un prestito di 10 milioni di sterline.
Come governatore, all'epoca si diceva presidente, affrontó uno scoppio di febbre gialla, un conflitto nella colonia italiana con una sanguinosa caccia all'italiano, un'ondata di violenza nella città di Araraquara nell'episodio conosciuto come Linchaquara ed invió truppe dello stato per combattere la guerra di Canudos.
Fece parte della Massoneria.